# El Torno-Puerto Rico
El Torno - Puerto Rico ist eine Ortschaft im Departamento Santa Cruz im Tiefland des südamerikanischen Andenstaates Bolivien.

## Lage
El Torno - Puerto Rico ist ein ländlich geprägter Ort des Kantons El Torno im Municipio El Torno in der Provinz Andrés Ibáñez. Die Ortschaft liegt auf einer Höhe von 535 m nur wenige hundert Meter vom rechten Ufer des Río Piraí entfernt direkt südlich anschließend an die Stadt El Torno.

## Geographie
El Torno - Puerto Rico liegt im tropischen Feuchtklima am Ostrand der Anden-Gebirgskette der Cordillera Oriental. Die Region war vor der Kolonisierung von tropischem Feuchtwald bedeckt, ist heute aber größtenteils Kulturland.
Die mittlere Durchschnittstemperatur der Region liegt bei 24 °C, der Jahresniederschlag beträgt 950 mm (siehe Klimadiagramm La Angostura). Die Monatsdurchschnittstemperaturen schwanken zwischen 20 °C im Juli und 26 °C im Dezember und Januar, die Monatsniederschläge sind von November bis März ergiebig und liegen über 100 mm, das Klima von Juni bis September ist arid mit Niederschlägen unter 40 mm.

## Verkehrsnetz
El Torno - Puerto Rico liegt in einer Entfernung von 37 Straßenkilometern südwestlich von Santa Cruz, der Hauptstadt des Departamentos.
Vom Zentrum von Santa Cruz aus führt die asphaltierte Nationalstraße Ruta 7 als vierspurige Avenida Grigota in südwestlicher Richtung. Die Ruta 7 führt über die Städte El Carmen, La Guardia und El Torno nach El Torno - Puerto Rico und von dort aus weiter über La Angostura, Samaipata und Comarapa nach Cochabamba.

## Bevölkerung
Die Einwohnerzahl der Ortschaft betrug 869 Einwohner bei der letzten Volkszählung von 2012:
| Jahr | Einwohner         | Quelle       |
| ---- | ----------------- | ------------ |
| 1992 | keine Detaildaten | Volkszählung |
| 2001 | keine Detaildaten | Volkszählung |
| 2012 | 869               | Volkszählung |
| 2024 |                   | Volkszählung |

Aufgrund der Zuwanderung vom Altiplano in der 2. Hälfte des 20. Jahrhunderts weist die Region einen deutlichen Anteil an Quechua-Bevölkerung auf, im Municipio El Torno sprechen 27,7 Prozent der Bevölkerung Quechua.